# Arrenoseius coronatus
Arrenoseius coronatus är en spindeldjursart som först beskrevs av Fox 1946.  Arrenoseius coronatus ingår i släktet Arrenoseius och familjen Phytoseiidae. Inga underarter finns listade i Catalogue of Life.